# شرود براون
شرود کامبل براون (به انگلیسی: Sherrod Campbell Brown) (متولد ۹ نوامبر ۱۹۵۲) سناتور ارشد مجلس سنای ایالات متحده آمریکا از ایالت اوهایو و یکی از اعضای حزب دموکرات ایالات متحده آمریکا آمریکا است؛ و از سال ۱۹۹۳ تا ۲۰۰۷ نماینده مجلس نمایندگان ایالات متحده آمریکا از ایالت اوهایو بود.